# 齊世臣
齊世臣（1536年—？），字惟良，號豫沙，江西南昌府南昌縣人，民籍，明朝政治人物。

## 生平
隆慶四年（1570年）庚午科江西鄉試第六十四名。隆慶五年（1571年），聯捷辛未科三甲第七十一名進士。礼部觀政，授香山县知县，萬曆五年（1577年）闰八月考选官礼科給事中，七年五月升刑科右，八年二月升刑科左。九年养病。十一年十二月復除礼科左，十二年三月升吏科都，十四年升太常寺少卿、提督四夷馆，十五年终养辞官，卒于家。

## 佚事
《萬曆野獲編》載其初保張居正，再保大峪山，人目之為「齊人齊保山」之事。

## 家族
曾祖齊魯；祖父齊海；父齊遂，母姚氏。慈侍下。